# Euphranta convergens
Euphranta convergens är en tvåvingeart som beskrevs av Hardy 1974. Euphranta convergens ingår i släktet Euphranta och familjen borrflugor. Inga underarter finns listade i Catalogue of Life.